# Fête de l'Iris
Pour les articles homonymes, voir Fête de l'Iris (homonymie).

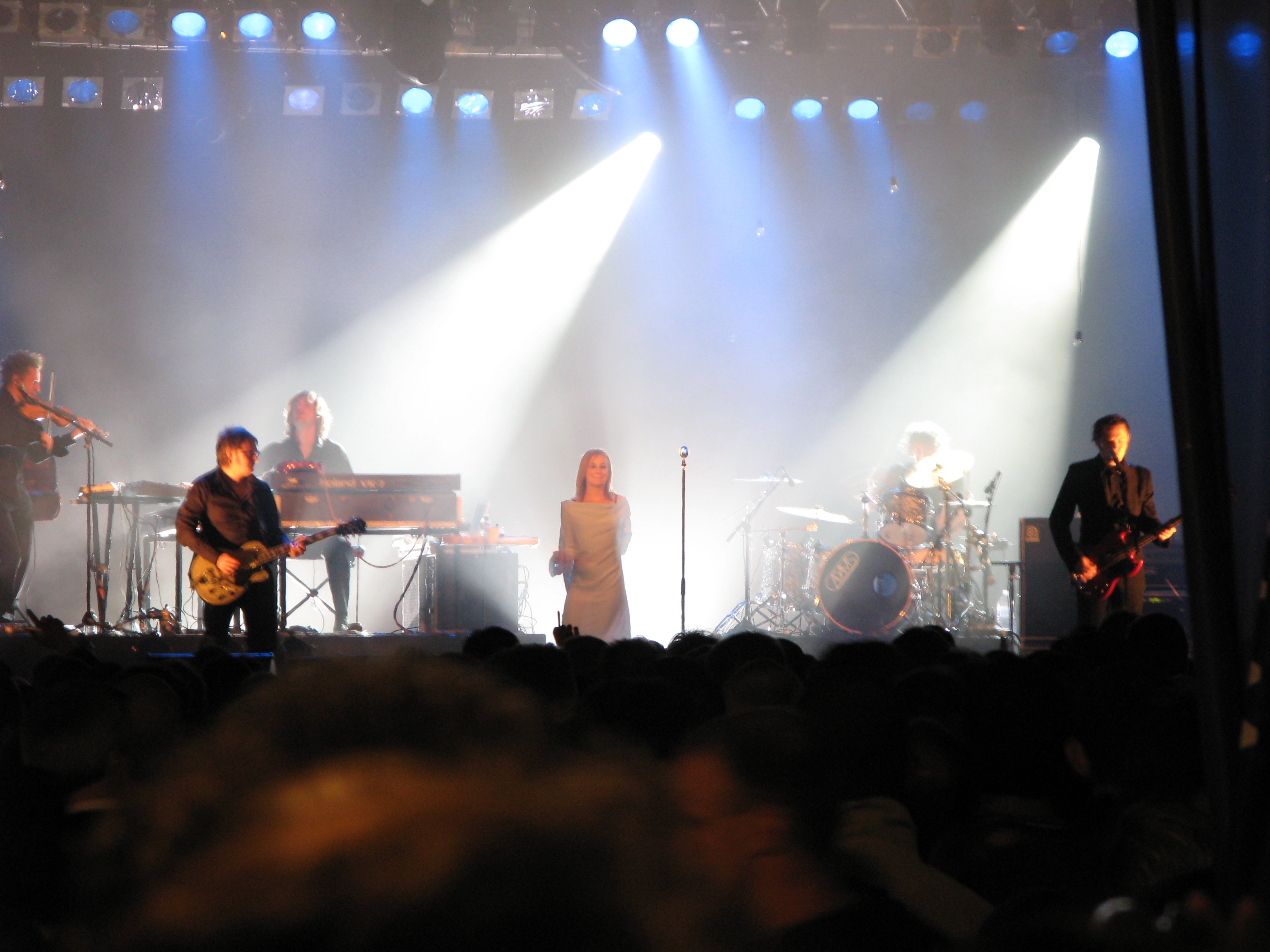
Concert de Hooverphonic à la fête de l'Iris de 2007

La fête de l'Iris (ou fête de la Région de Bruxelles-Capitale) est la fête annuelle et officielle de la région de Bruxelles-Capitale. C'est un jour de congé pour les fonctionnaires bruxellois.
Celle-ci a lieu le 8 mai,. Cette date a été fixée par une ordonnance de la région Bruxelles-Capitale du 13 mars 2003 pour trois raisons : 
- elle a lieu durant la période de floraisons de l'iris[5] aussi appelé fleur de Lys[6] qui est le symbole de la région et figure sur le drapeau de celle-ci.
- C'est le jour de la victoire contre les nazis lors de la seconde guerre mondiale[5].
- C'est également une des fêtes de l'archange saint Michel, saint patron de Bruxelles (ce motif ne figure toutefois pas dans les travaux parlementaires[7]).

Pendant la fête qui dure 2 à 3 jours, des concerts gratuits, des animations de rue et toutes sortes d’activités sont organisées pour le grand public. Certains monuments sont exceptionnellement accessibles au public et un festival de Food Truck a lieu ce jour-là.
En 2008, il y eut 100 000 participants aux festivités.
Depuis 2015, Rock Around The Atomium est également organisé à l'Atomium ce week-end.
L'édition 2020 de la fête de l'Iris a été annulée en raison de la Pandémie de Covid-19.